# Louis François Ambroise
Pour les articles homonymes, voir Ambroise.
Louis-François Ambroise est un imprimeur français mort le 22 juillet 1770 à Laval. Il est le fils de Jean Ambroise.

## Biographie

### Le père, Jean Ambroise
Jean Ambroise vivait encore en 1722, très âgé. Il avait cédé son imprimerie à ses enfants et leur avait fait don de ses biens. Trois de ses fils et un de ses gendres ont pris la qualité d'imprimeurs, mais à titre d'associés. Son seul successeur, établi à Laval, fut Louis-François Ambroise.

### Famille
On sait peu de choses sur Louis-François Ambroise. Il épouse, vers 1718, Perrine-Charlotte Chevillard. 
Il hérite de son beau-père, René Chevillard, sieur de la Pasquerie, la Billonière, le Petit-Guinefolle, le Haie-Richard en Cossé, les Vignes et la Bignon, de Quelaines.  
L'aîné (?) de ses enfants naît le 1er mars 1720.
En 1758, il avait encore deux garçons et quatre filles. Sur ces six enfants, quatre seulement vivent encore en 1770 à la mort de leur père :
1. René-Louis Ambroise, qui, « abandonnant pour le sacerdoce la profession héréditaire de sa famille, devait lui donner par sa mort la plus sainte des illustrations. ». Il n’exercera pas le ministère, il aimait l'étude et le travail manuel. Il tailla lui-même les pierres de la maison qu'il fit construire place de Hercé. Prêtre réfractaire, il fait partie des 14 martyrs de Laval. Il mourut « pour la foi », le 21 janvier 1794[2] ;
2. Perrine-Charlotte Ambroise, qui épousa Louis de la Broise, écuyer ;
3. Victoire Ambroise de la Billonnière, non mariée ;
4. Charlotte-Madeleine Ambroise, qui épousa Guillaume Hovius, imprimeur à La Flèche de 1727 à 1747. Devenue veuve, elle garda la direction de l'atelier jusqu’en 1759. A cette époque, l'imprimerie ne devait plus avoir à La Flèche qu'un seul titulaire. Sébastien de la Bouillerie, à qui l'abbé Angot doit ces renseignements, nomme l'imprimeur fléchois Louis Hovius.

### Charlotte-Madeleine Ambroise
Sa fille, Charlotte-Madeleine, devenu veuve et mère de deux enfants, revint s'établir à Laval, près de la Trinité, dans le voisinage de son père. Sa maison devint le rendez-vous « de la canaille des faubourgs », selon Madame de la Jourdonnière dans sa correspondance avec son fils. Elle recevait chez elle des femmes débauchées et des gens « de la lie du peuple.  » L'abbé Ambroise, son frère aîné, en était indigné et les voisins murmuraient.
Louis-François Ambroise voulut, en 1766, prendre des mesures contre elle ; il fit appel à la justice ; trente témoins avaient protesté contre le scandale de la veuve Hovius, se sont rétractés devant la cour, les magistrats furent indulgents, le père fut débouté de sa plainte et condamné aux dépens envers sa fille.
Elle vendit ses meubles pour aller à Angers avec deux compagnons. Internée aux Bénédictines de Laval, elle en était sortie une heure après, et avait passé la nuit dans un champ de blé. Sous la menace d'une lettre de cachet, elle se sauva à Paris « habillée en homme. » Elle y fut arrêtée. Le 26 octobre 1769, fut signée une lettre de cachet « ordonnant que Charlotte-Madeleine Ambroise, veuve de Guillaume Hovius, serait détenue dans la communauté de la Trinité de la ville de Rennes. » Elle y vivait encore en 1783. Elle écrivit une lettre à sa famille pleine de bons sentiments.

### Maison et ateliers
Louis-François acquit en 1731, pour une rente amortissable de 212 livres, une maison de la rue des Curés, près de la porte Beucheresse, et il y installa ses ateliers et sa famille. 
La maison, avec ses dépendances, donnait sur la rue des Curés, elle était adossée aux murs de la ville qui la séparaient de la place nouvellement nivelée et plantée par le sieur Ambroise-Jean Hardy de Lévaré dont elle avait le nom. Ambroise obtint du duc de la Trémoïlle de percer une fenêtre dans le mur de ville et donnant sur la place nouvelle, puis de percer dans le même mur, entre deux tours, une porte sur la place, les fossés ayant été comblés.

### Imprimeur
Louis-François Ambroise s'installe comme imprimeur en 1718 :  
Comme son père, il eut quelques démêlés avec la justice. La publication d'un recueil de prières à l'occasion du jubilé lui valut des ennuis mineurs en 1745. Il avait, au mépris des privilèges du chapitre de Saint-Thugal, donné un rang secondaire à cette église, dans l'ordre de celles qui devaient servir de stations aux processions. Les chanoines réclamèrent leur droit de préséance. Cela fit connaître les œuvres des Ambroise, imprimeurs. Louis-François reconnut avoir agi par inadvertance, et promit d'être respectueux des privilèges de Saint-Thugal. Il en fut quitte pour faire amende honorable. 

### Jansénisme
L'abbé Angot suggère qu'il était soupçonné de jansénisme. Des écrivains sérieux ont prétendu que Ambroise prêtait clandestinement ses presses aux Nouvelles ecclésiastiques, que rédigeaient les disciples de Cornelius Jansen, évêque d’Ypres ; cette imprimerie aurait fonctionné dans la maison de la rue Renaise.
L'abbé Angot donne comme seul indice la quantité considérable de caractères trouvée à la mort d'Ambroise. Cette quantité paraît disproportionnée avec les besoins d'une imprimerie qui avait produit peu de choses. Elle se faisait aider par les presses de La Flèche, du Mans, et d'Angers pour approvisionner sa librairie.

### Commerce des livres à Laval auXVIIIesiècle
La boutique de Louis-François Ambroise était peu approvisionnée : « A vrai dire, si l'imprimerie d'Ambroise suffisait aux besoins des Lavallois, il n'en était pas de même de sa librairie, et l'on se plaignait de la difficulté de se procurer des livres. René Pichot de la Graverie se fait l'écho de ces plaintes.
En 1755, les habitants de Laval adressent à l'autorité des réclamations : ils ne trouvent pas chez Ambroise les livres qu'ils désiraient, ils demandent de le contraindre à s'approvisionner mieux. Le 9 janvier 1756, le juge ordinaire, M. Le Pannetier des Salles, accompagné du procureur fiscal, (qui remplit à Laval les fonctions de ministère public), et du greffier, se rend chez Ambroise « à l’effet de recevoir sa déclaration sur le nombre et la qualité des livres qu'il a ou doit avoir pour le service public et l’usage des différents états, d'ecclésiastiques, personnes de robe et de médecine, pour l'usage des collèges et des écoles particulières. »
Ambroise leur montre « dans un dressoir, un petit nombre de volumes, entre autres des Heures à l'usage du Mans, les Sermons de M. Fléchier, Discours de l'Académie françoise, Sermons du P. Bourdaloue, l'Histoire ecclésiastique, Spectacle de la Nature, Pensées Chrétiennes. »
Le juge lui expose la plainte dont il est saisi : il ne peut fournir des livres « à tous ceux qui en ont besoin et souhaiteroient en achepter, à quoy ledit Ambroise a répondu qu'il n'en avoit jamais refusé à personne et que si on lui en demande quelqu’un, il le fait venir de Paris. »
J.M. Richard rapporte : « Quelques mois plus tard, les mêmes magistrats se transportaient à l’Hôtel du Chêne-Vert, pour examiner quatre malles de livres amenées par René Davoust, libraire à Mayenne, en vue de la foire de Toussaint et les trouvant « tous orthodoxes et suivant les bonnes mœurs, » ils s'empressaient d'en autoriser la vente. »

### Déclin de l'imprimerie
Le roi voulait réduire le nombre des imprimeries du royaume ; une enquête a été ordonnée par l'intendant de la généralité résidant à Tours. Il se rendit chez Ambroise et fit l'inventaire de son matériel. Il rendit un témoignage favorable à Louis Ambroise. L'imprimerie demeura supprimée à Laval, mais, par une faveur accordée au titulaire et à sa femme, ceux-ci purent continuer leur commerce et leur industrie, leur vie durant. L'imprimerie n'était pas florissante, elle fut accablée par cette décision supérieure. Le titulaire était vieux, il n'avait plus d'espoir de remettre son fonds à un membre de sa famille, puisque son fils unique était prêtre, ni même à un étranger, à cause de l'arrêt de suppression : il négligea son commerce.
Dans la nomenclature des ouvrages imprimés du temps de Louis-François Ambroise, presque tous ceux qu'il met en vente ne sortent pas de son atelier et ont été composés par des imprimeurs de La Flèche ; ceux dont le public avait besoin sont fournis par des imprimeurs d'Angers et du Mans. Un mémoire manuscrit, rédigé vers 1768 par Gabriel Andouard, « des livres classiques, impressions et relieure fourny à Monsieur [L.-F. Ambroise] de la Baderie » montre qu'il n'assurait plus les petits travaux : billets pour l'hôpital, pour la fabrique de la Trinité, placards pour les tragédies du collège... 

### Postérité
Le 23 juillet 1770, sur le bruit du décès de Me Louis-François Ambroise qui serait arrivé la veille, l'officier public se présenta à son domicile, rue des Curés, pour apposer les scellés ; deux des héritiers étaient absents et hors de la province. René-Louis Ambroise, prêtre, se trouvait à la maison avec sa sœur Françoise ; il répondit que son père était trop malade pour qu'on pénétrât dans sa chambre, mais qu'il n'était pas mort. Le magistrat soupçonna qu'on voulait lui cacher la mort de l'imprimeur pour soustraire des effets de la succession ; il revint un peu plus tard, constata le décès et apposa les scellés.
La famille Ambroise ne s'est pas enrichie dans l'imprimerie. 
Son titre d'imprimeur n'était plus estimé que 100# quand il le céda dans la part de son fils René-Louis, prêtre. Le prêtre ne pouvait l'exploiter. 
Louis-Désiré, autre fils de l'imprimeur, en avait fait profession à Toussaint d'Angers en 1750. 
Le nom s'éteignit avec son petit-fils, Louis Ambroise, marchand poislier, mort le 13 janvier 1793, qui avait pourtant 16 enfants.

### En-tête de cinq placards publiés et signés par Louis-François Ambroise
- Ordonnance de police (portant « défenses à tous chartiers de venir avec leurs charrettes aux jours de foires et samedy de chaque semaine… si ce n'est pour amener des grains aux marchez. ») — Laval, 6 juillet 1749. (Signé) Le Pannetier et C. Frin. — 30x23 ;
- ORDONNANCE DE POLICE donnée à Laval le 3 juillet 1751. (Elle prescrit l'emploi du boisseau contenant 22 pintes et chopines de graine de lin, mesure de Paris, marqué trois fois sur les bords du mot Laval, et trois fois de chaque côté d'un léopard, etc.) Placard inf°. 46x35[12] » ;
- Ordonnance de police concernant les foires de la ville et Compté-Pairie de Laval, Donnée à Laval, le 15 février 1752. A Laval, chez Louis-François Ambroise, imprimeur du Roy. 2 feuilles in-f°, ensemble : 63x43 ;
- DE PAR LE ROY ORDONNANCE POUR LES EXEMPTS, A MONSEIGNEUR MONSEIGNEUR L'INTENDANT DE LA GÉNÉRALITÉ DE TOURS. (Pour prévenir l'abus de ceux qui profitaient de la présence dans leur maison d'un exempt pour se soustraire au tarif). Fait à Angers, 17 octobre 1753. A Laval, chez Louis-François Ambroise, imprimeur du roy. In-folio 47x35 ;
- De par le Roy. À Monseigneur l'Intendant de la Généralité de Tours. (Au sujet du logement des gens de guerre et du recensement des divers quartiers de la ville et faubourg). A Laval, chez Louis-François Ambroise, imprimeur du roy. Deux feuilles in-folio, ensemble : 78x48.

### Autres publications
Les publications qui suivent ont été faites pour suppléer à l’insuffisance des ateliers de M.
L.-F. Ambroise et pour satisfaire aux demandes des habitants.
- Cantiques spirituels. Ou Recueil incomparable des plus beaux, des plus instructifs et des plus récréatifs Cantiques pour chaque dimanche de l'année, et principaux mystères de notre religion en faveur des âmes véritablement pieuses et qui aiment à chanter les louanges du Seigneur et de ses Saints, pour leur servir de recréation et d'heureux passe-temps sur des airs faciles et communs, à l'usage des Missions et retraites. A La Flèche, De l'imprimerie de Louis de la Fosse, Imprimeur du roy. Et se vend chez M. Ambroise, imprimeur à Laval. 1743. Petit in-8, contenant : quatre feuillets non chiffrés, d'avis aux enfants, 441 pages de texte, six feuillets non chiffrés de table et deux feuillets d'errata ;
- Status de la CONFRÉRIE DES PRÊTRES érigée en L'EGLISE COLLEGIALE DE S.-TUGAL DE LAVAL. Confirmée par Notre Saint Père le Pape Grégoire XIII l'an de grâce 1580. Avec l'office des morts, à l'usage des confrères de ladite confrérie. A Angers, Chez Louis-Charles Barrière, imprimeur libraire, rue S.-Laud, à la Science. 1748. Avec approbation. Petit in-4° de trois feuillets non chiffrés pour le titre et l'avertissement de cette nouvelle édition ; et 84 pages de texte [13];
- Exercices de piété à l'usage des pensionnaires du monastère des religieuses bénédictines de Laval Contenant les prières du matin et du soir, méthode pour entendre la sainte messe, examen de conscience, prières pour la confession et communion, etc. À Paris chez les imprimeurs associés. 1764 ;
- Instructions pour les confrères et soeurs de la confrérie du Très-Saint Sacrement. Erigée en l’Eglise paroissiale de Saint-Vénérand, de la ville de Laval, Diocèse du Mans, le 5 juillet 1605. Par M. Marie de Renaize, Pre. — Non confunditur Fratres eos vocare. Heb. 2., v. II. Le Fils de Dieu n’a pas honte de les appeler ses Frères. A La Flèche, aux dépens de la Confrérie. 1770. Petit in-12 de 102 pages ;
- Statuts de la CONFRÉRIE DES PRÊTRES, érigée en l'église collégiale de S. Tugal de Laval, confirmée par Notre Saint Père le Pape Grégoire XIII, l'an de grâce 1580. Avec l'office des Morts. A l'usage des confrères de la dite confrérie. Première édition latine et française. Au Mans, chez Charles Monnoyer, Imprimeur du roi, de Monsieur et de Monseigneur l'Evêque. 1781. Avec approbation. In-12 de quatre feuillets non chiffrés mais qui comptent cependant pour huit pages dans la pagination totale, soit 167 pages [14] ;
- Recueil d'instructions et prières, à l'usage de la Confrérie du S. Sacrement, érigée dans l'église paroissiale de la Très-Sainte Trinité de Laval. Au Mans, chez Charles Monnoyer, rue du Grand Pont-Neuf. 1787, avec permission et approbation. Petit in-12 de 202 pages de texte et 11 pour la table.

## Source
- Abbé Angot, « Histoire de l'imprimerie à Laval jusqu'en 1789 », Laval, imprimerie L. Moreau, 1892, extrait du Bulletin historique et archéologique de la Mayenne, 2e série, t. 6, 1893.
- « Louis François Ambroise », dans Alphonse-Victor Angot et Ferdinand Gaugain, Dictionnaire historique, topographique et biographique de la Mayenne, Laval, A. Goupil, 1900-1910 [détail des éditions] (BNF 34106789, présentation en ligne), t. IV, p. 5.